# Serre-les-Moulières
Serre-les-Moulières település Franciaországban, Jura megyében. Lakosainak száma 186 fő (2022. január 1.). Serre-les-Moulières Saligney, Brans, Malange, Sermange és Thervay községekkel határos.

## Népesség
A település népessége az elmúlt években az alábbi módon változott:
| Lakosok száma | 122  | 137  | 139  | 180  | 191  | 190  | 188  | 189  | 188  | 186  |
|               | 1968 | 1982 | 1990 | 2006 | 2013 | 2015 | 2017 | 2019 | 2020 | 2022 |